# Bjergsted Kommune
Bjergsted Kommune i Vestsjællands Amt blev dannet ved kommunalreformen i 1970. Ved strukturreformen i 2007 blev den indlemmet i Kalundborg Kommune sammen med Gørlev Kommune, Hvidebæk Kommune og Høng Kommune.

## Tidligere kommuner
Bjergsted Kommune blev dannet ved sammenlægning af 4 sognekommuner:
| Kommune             | Folketal 1. januar 1970 | Byer                            |
| ------------------- | ----------------------- | ------------------------------- |
| Bregninge-Bjergsted | 1.945                   | Eskebjerg og Kaldred            |
| Føllenslev-Særslev  | 2.134                   | Føllenslev, Havnsø og Snertinge |
| Sejerø              | 559                     | Sejerby                         |
| Viskinge-Avnsø      | 2.237                   | Svebølle                        |
| I alt               | 6.875                   |                                 |

## Sogne
Bjergsted Kommune bestod af følgende sogne, alle fra Skippinge Herred:
- Avnsø Sogn
- Bjergsted Sogn
- Bregninge Sogn
- Føllenslev Sogn
- Sejerø Sogn
- Særslev Sogn
- Viskinge Sogn

## Borgmestre[2]
| Periode   | Navn            | Parti      |
| --------- | --------------- | ---------- |
| 1970-1974 | Viggo Rasmussen | Lokalliste |
| 1974-1986 | Ole Junker      | Venstre    |
| 1986-1994 | Ole S.E. Glahn  | Lokalliste |
| 1994-2003 | Niels Jørgensen | Venstre    |
| 2003-2006 | Gert Larsen     | Venstre    |

## Rådhus
Bjergsted Kommunes tidligere rådhus på Højvangen 9 i Svebølle blev i 2015 valgt som hjemsted for "Brand og Redning Vestsjælland". Men der er senere foretaget en anden organisering. I 2018 besluttede Kalundborg Kommune at hjemtage danskundervisningen for udlændinge og placere den i Bjergsted Rådhus, dog kun midlertidigt fordi en ny daginstitution i Svebølle skal placeres her.